# Heimir Hallgrímsson
Heimir Hallgrímsson (Vestmannaeyjar, 10 juni 1967) is een IJslands voetbaltrainer en voormalig voetballer.
Heimir speelde zijn volledige actieve carrière in de IJslandse competitie. Hij speelde het grootste gedeelte van zijn loopbaan bij ÍBV en begon bij die club toen hij zelf nog zelf speelde ook met het trainen van de jeugd en het vrouwenelftal. Hij was ook vijf jaar trainer van het eerste elftal.
Heimir werd in 2011 assistent van Lars Lagerbäck bij het IJslands voetbalelftal en vanaf 2013 gedeeld bondscoach. Hij en Lagerbäck plaatsten zich met het nationaal elftal voor het Europees kampioenschap 2016, het eerste EK of WK waarvoor IJsland zich ooit kwalificeerde. Op het toernooi zelf overleefden de IJslanders middels gelijke spelen tegen Portugal en Hongarije en een zege op Oostenrijk de groepsfase. In de achtste finale won IJsland van Engeland; aanvoerder Wayne Rooney had de Engelsen met een strafschop in de vierde minuut op voorsprong gezet, waarna Ragnar Sigurðsson en Kolbeinn Sigþórsson scoorden voor IJsland. In de kwartfinale nam het land het op tegen gastheer Frankrijk, dat met 5–2 won. Na afloop van het toernooi trad Lagerbäck af en ging Heimir alleen verder als bondscoach. Met IJsland plaatste hij zich voor het wereldkampioenschap voetbal 2018. IJsland werd uitgeschakeld in de poulefase en na het toernooi stapte Heimir op als bondscoach.
Naast het voetbal is hij werkzaam als tandarts.
| Interlands IJsland onder leiding van Heimir Hallgrímsson | Interlands IJsland onder leiding van Heimir Hallgrímsson | Interlands IJsland onder leiding van Heimir Hallgrímsson | Interlands IJsland onder leiding van Heimir Hallgrímsson | Interlands IJsland onder leiding van Heimir Hallgrímsson | Interlands IJsland onder leiding van Heimir Hallgrímsson |
| №                                                        | Datum                                                    | Wedstrijd                                                | Uitslag                                                  | Competitie                                               |                                                          |
| -------------------------------------------------------- | -------------------------------------------------------- | -------------------------------------------------------- | -------------------------------------------------------- | -------------------------------------------------------- | -------------------------------------------------------- |
| 1                                                        | 21 januari 2014                                          | IJsland – Zweden                                         | 0 – 2                                                    | Oefeninterland                                           |                                                          |
| 2                                                        | 5 maart 2014                                             | Wales – IJsland                                          | 3 – 1                                                    | Oefeninterland                                           |                                                          |
| 3                                                        | 30 mei 2014                                              | Oostenrijk – IJsland                                     | 1 – 1                                                    | Oefeninterland                                           |                                                          |
| 4                                                        | 4 juni 2014                                              | IJsland – Estland                                        | 1 – 0                                                    | Oefeninterland                                           |                                                          |
| 5                                                        | 9 september 2014                                         | IJsland – Turkije                                        | 3 – 0                                                    | EK-kwalificatie                                          |                                                          |
| 6                                                        | 10 oktober 2014                                          | Letland – IJsland                                        | 0 – 3                                                    | EK-kwalificatie                                          |                                                          |
| 7                                                        | 13 oktober 2014                                          | IJsland – Nederland                                      | 2 – 0                                                    | EK-kwalificatie                                          |                                                          |
| 8                                                        | 12 november 2014                                         | België – IJsland                                         | 3 – 1                                                    | Oefeninterland                                           |                                                          |
| 9                                                        | 16 november 2014                                         | Tsjechië – IJsland                                       | 2 – 1                                                    | EK-kwalificatie                                          |                                                          |
| 10                                                       | 16 januari 2015                                          | Canada – IJsland                                         | 1 – 2                                                    | Oefeninterland                                           |                                                          |
| 11                                                       | 19 januari 2015                                          | Canada – IJsland                                         | 1 – 1                                                    | Oefeninterland                                           |                                                          |
| 12                                                       | 28 maart 2015                                            | Kazachstan – IJsland                                     | 0 – 3                                                    | EK-kwalificatie                                          |                                                          |
| 13                                                       | 31 maart 2015                                            | Estland – IJsland                                        | 1 – 1                                                    | Oefeninterland                                           |                                                          |
| 14                                                       | 12 juni 2015                                             | IJsland – Tsjechië                                       | 2 – 1                                                    | EK-kwalificatie                                          |                                                          |
| 15                                                       | 3 september 2015                                         | Nederland – IJsland                                      | 0 – 1                                                    | EK-kwalificatie                                          |                                                          |
| 16                                                       | 6 september 2015                                         | IJsland – Kazachstan                                     | 0 – 0                                                    | EK-kwalificatie                                          |                                                          |
| 17                                                       | 10 oktober 2015                                          | IJsland – Letland                                        | 2 – 2                                                    | EK-kwalificatie                                          |                                                          |
| 18                                                       | 13 oktober 2015                                          | Turkije – IJsland                                        | 1 – 0                                                    | EK-kwalificatie                                          |                                                          |
| 19                                                       | 13 november 2015                                         | Polen – IJsland                                          | 4 – 2                                                    | Oefeninterland                                           |                                                          |
| 20                                                       | 17 november 2015                                         | Slowakije – IJsland                                      | 3 – 1                                                    | Oefeninterland                                           |                                                          |
| 21                                                       | 13 januari 2016                                          | Finland – IJsland                                        | 0 – 1                                                    | Oefeninterland                                           |                                                          |
| 22                                                       | 16 januari 2016                                          | V.A.E. – IJsland                                         | 2 – 1                                                    | Oefeninterland                                           |                                                          |
| 23                                                       | 31 januari 2016                                          | Verenigde Staten – IJsland                               | 3 – 2                                                    | Oefeninterland                                           |                                                          |
| 24                                                       | 24 maart 2016                                            | Denemarken – IJsland                                     | 2 – 3                                                    | Oefeninterland                                           |                                                          |
| 25                                                       | 29 maart 2016                                            | Griekenland – IJsland                                    | 2 – 3                                                    | Oefeninterland                                           |                                                          |
| 26                                                       | 1 juni 2016                                              | Noorwegen – IJsland                                      | 3 – 2                                                    | Oefeninterland                                           |                                                          |
| 27                                                       | 6 juni 2016                                              | IJsland – Liechtenstein                                  | 4 – 0                                                    | Oefeninterland                                           |                                                          |
| 28                                                       | 14 juni 2016                                             | Portugal – IJsland                                       | 1 – 1                                                    | EK 2016                                                  |                                                          |
| 29                                                       | 18 juni 2016                                             | IJsland – Hongarije                                      | 1 – 1                                                    | EK 2016                                                  |                                                          |
| 30                                                       | 22 juni 2016                                             | IJsland – Oostenrijk                                     | 2 – 1                                                    | EK 2016                                                  |                                                          |
| 31                                                       | 27 juni 2016                                             | Engeland – IJsland                                       | 1 – 2                                                    | EK 2016                                                  |                                                          |
| 32                                                       | 3 juli 2016                                              | Frankrijk – IJsland                                      | 5 – 2                                                    | EK 2016                                                  |                                                          |
| 33                                                       | 5 september 2016                                         | Oekraïne – IJsland                                       | 1 – 1                                                    | WK-kwalificatie                                          |                                                          |
| 34                                                       | 6 oktober 2016                                           | IJsland – Finland                                        | 3 – 2                                                    | WK-kwalificatie                                          |                                                          |
| 35                                                       | 9 oktober 2016                                           | IJsland – Turkije                                        | 2 – 0                                                    | WK-kwalificatie                                          |                                                          |
| 36                                                       | 12 november 2016                                         | Kroatië – IJsland                                        | 2 – 0                                                    | WK-kwalificatie                                          |                                                          |
| 37                                                       | 15 november 2016                                         | Malta – IJsland                                          | 0 – 2                                                    | WK-kwalificatie                                          |                                                          |
| 38                                                       | 10 januari 2017                                          | China – IJsland                                          | 0 – 2                                                    | Oefeninterland                                           |                                                          |
| 39                                                       | 15 januari 2017                                          | Chili – IJsland                                          | 1 – 0                                                    | Oefeninterland                                           |                                                          |
| 40                                                       | 8 februari 2017                                          | Mexico – IJsland                                         | 1 – 0                                                    | Oefeninterland                                           |                                                          |
| 41                                                       | 24 maart 2017                                            | Kosovo – IJsland                                         | 1 – 2                                                    | WK-kwalificatie                                          |                                                          |
| 42                                                       | 28 maart 2017                                            | Ierland – IJsland                                        | 0 – 1                                                    | Oefeninterland                                           |                                                          |
| 43                                                       | 11 juni 2017                                             | IJsland – Kroatië                                        | 1 – 0                                                    | WK-kwalificatie                                          |                                                          |